# Galdepingen
Galdepingen (норв. Galdhøpiggen) je najviši planinski vrh u Norveškoj, Skandinaviji i Sjevernoj Evropi, na 2,469 m (8,100 stopa) nadmorske visine. Nalazi se u opštini Lom (u Oplandu), u planinskom području Jotunhejmen. 
Galdepingen je ranije bio osporavan kao najviši planinski vrh u Norveškoj u korist Glitertinda, jer su neka mjerenja pokazala da je Glitertind nešto veći, uključujući i glečer na svom vrhu. Ovaj glečer se, međutim, smanjio poslednjih godina, a Glitertind je sada visok samo 2464 m, uključujući i glečer. Stoga je spor riješen u korist Galdepigena.
Na vrhu je izgrađena mala koliba, u ljetnim mjesecima se ovdje prodaju bezalkoholna pića, čokoladice, razglednice i ostali predmeti. Ranije je Norveška pošta imala malu poštansku filijalu - najvišu u Sjevernoj Evropi.

## Literatura
- A. Dyer et al. "Walks and Scrambles in Norway".  978-1-904466-25-3.
- Bernhard Pollmann "Norway South".  978-3-7633-4807-7.

## Spoljašnje veze
- Медији везани за чланак Galdepingen на Викимедијиној остави